# Cadre de promotion pour la formation en photographie de Bamako
Le Cadre de Promotion pour la Formation en Photographie de Bamako, appelé couramment CFP de Bamako, a été créé en 1998 par Helvetas Mali, association suisse pour la coopération internationale.
Situé dans le quartier de l’Hippodrome à Bamako, il a pour but de dynamiser le secteur photographique malien découvert par la communauté internationale lors des premières Rencontres de la photographie Africaine en 1994. Bien que les Rencontres fassent appel aux prestations du CFP, ce dernier reste totalement indépendant de la Biennale. 
Depuis 2005, Helvetas n’est plus le principal bailleur de fonds du CFP. Il est devenu autonome et est une structure de droit malien. Celle-ci était anciennement appelée : Centre de Formation en Photographie. Ce centre forme de jeunes photographes souhaitant approfondir leurs connaissances. La plupart des élèves sont des photographes de studio, de mariages ou de baptêmes qui, par cette formation, veulent se tourner vers un autre genre de photographie.
Trois personnes travaillent au CFP :
- Aboubacrine Diarra, le président.
- Youssouf Sogodogo, le directeur.
- Minga Siddick, l’administrateur.

D’autres personnes complètent l’équipe comme Harandane Dicko (ancien élève du CFP) qui est désormais assistant en laboratoire (pour les prestations extérieures mais aussi pour conseiller les élèves). 
La formation proposée par le CFP dure deux ans et s'adresse à des maliens francophones.